# Juan Luna

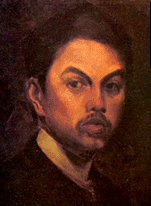
Een zelfprotret van Juan Luna

Juan Luna y Novicio (Badoc, 23 oktober 1857 – Hongkong, 7 december 1899) was een Filipijnse kunstschilder. Hij wordt beschouwd als een van de grootste kunstschilders van de Filipijnen. Zijn meest bekende werk The Spoliarium, wordt tentoongesteld in het National Museum of the Philippines in Manilla.

## Biografie
Luna werd geboren op 23 oktober 1857 in Badoc in de noordelijke provincie Ilocos Norte als het derde kind uit een gezin van zeven kinderen. Luna studeerde aan de Ateneo Municipal de Manila, waar hij door Spaanse schilder Agustin Saez werd onderwezen in de beginselen van de schilderkunst. Na het behalen van zijn Bachelor of Arts-diploma in 1874, studeerde hij navigatie en behaalde hij zijn stuurmansdiploma. Hij voer als zeeman op Hongkong, Amoy, Batavia, Singapore, Colombo en diverse andere Aziatische havens, maar besloot uiteindelijk dat zijn hart bij de schilderkunst lag. Hij bleef in Manilla en studeerde daar schilderkunst aan de Academia de Dibujo y Pintura met de bekende Filipijnse schilder Lorenzo María Guerrero als docent.
In 1877 vertrok hij naar Spanje waar hij studeerde hij aan de Real Academia de Bellas Artes de San Fernando in Madrid. In 1878 reisde hij met zijn docent Alejo Vera naar Rome. Daar exposeerde hij enkele van zijn werken. Het schilderij Daphne and Cleo won er een zilveren plaquette. Luna vestigde zich na zijn studie in Parijs en trouwde met Paz Pardo de tavera, een zus van Trinidad Pardo de Tavera. Van de stad Manilla ontving hij een inkomen, zodat hij in zijn levensonderhoud te kon voorzien. Diverse van zijn schilderijen werden in de dagen onderscheiden tijdens kunsttentoonstellingen. Zo won The Death of Cleopatra een tweede prijs in een expositie in Madrid in 1881 en kreeg hij voor Spoliarium en The battle of Lepanto de eerste prijs op tentoonstellingen in Spanje in respectievelijk 1884 en 1888. Andere bekende werken die Luna in deze periode schilderde waren: Las Damas Romanas, España y Filipina, Peuple et Roi Vanidad, Inocencia en El Pacto de Sangre
Op 23 september 1892 schoot hij uit woede vanwege het vermoeden van ontrouw, zijn vrouw en haar moeder dood. Ook verwondde hij zijn zwager Feliz. Hij werd hiervoor in 1893 veroordeeld door een Franse rechtbank. De rechtbank veroordeelde hem slechts tot het betalen van een franc per slachtoffer, omdat het een crime passionel betrof. In mei 1894 keerde Luna in gezelschap van zijn broer Antonio Luna en zoon Andres Luna de San Pedro, terug in de Filipijnen na een afwezigheid van bijna 20 jaar.
Twee jaar na zijn terugkeer werd Luna, wiens broer generaal Antonio Luna een actief deelnemer aan de onafhankelijkheidsbeweging was, gearresteerd op verdenking van opruiing. Hij werd later echter weer vrijgelaten.
In 1898 werd hij door de Filipijnse republiek, die zichzelf kort daarvoor onafhankelijk had verklaard, benoemd tot afgevaardigde voor de Parijse Conventie en naar Washington gestuurd in een poging om internationale erkenning te krijgen voor de jonge Filipijnse Republiek.
Luna overleed op 7 december 1899 in Hongkong. Hij was op dat moment op weg van Europa naar huis, nadat hij had gehoord van de moord op zijn broer door leden van de Katipunan.

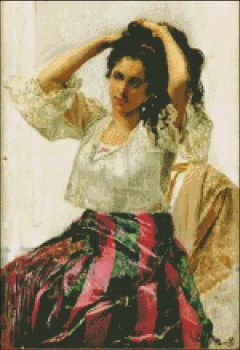
La Mestiza, 1887
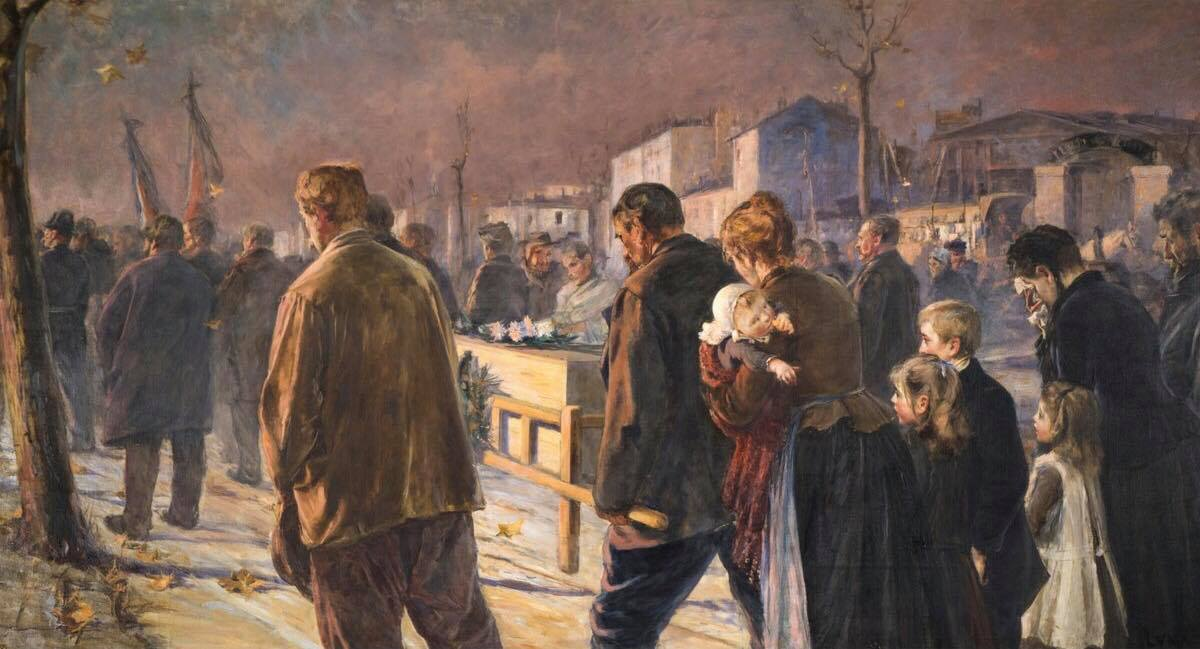
Miskende helden, 1890

- Biblioteca Nacional de España: XX1520664
- Catàleg d'autoritats de noms i títols de Catalunya: 981058511243506706
- Gemeinsame Normdatei: 118919784
- International Standard Name Identifier: 0000 0001 1659 9095
- Library of Congress Control Number: n81077324
- Nationale bibliotheek van Australië: 36221588
- Nederlandse Thesaurus van Auteursnamen: 284821748
- RKD-Nederlands Instituut voor Kunstgeschiedenis: 51319
- Istituto Centrale per il Catalogo Unico: IEIV073272
- Système universitaire de documentation: 228477824
- Trove: 1231950
- Union List of Artist Names: 500037574
- Virtual International Authority File: 64806391
- WorldCat: E39PBJf8tg8gQRw769Q84mK68C